# Norregöl (Älmeboda socken, Småland)
Norregöl är en sjö i Tingsryds kommun i Småland och ingår i Nättrabyåns huvudavrinningsområde.